# Креншо (Міссісіпі)
Креншо (англ. Crenshaw) — місто (англ. town) в США, в округах Пенола і Квітмен штату Міссісіпі. Населення — 638 осіб (2020).

## Географія
Креншо розташоване за координатами 34°30′17″ пн. ш. 90°11′41″ зх. д. / 34.50472° пн. ш. 90.19472° зх. д. (34.504661, -90.194637).  За даними Бюро перепису населення США в 2010 році місто мало площу 1,06 км², уся площа — суходіл.

## Демографія
Згідно з переписом 2010 року, у місті мешкало 885 осіб у 301 домогосподарстві у складі 219 родин. Густота населення становила 831 особа/км².  Було 353 помешкання (332/км²).
Расовий склад населення:
| - 77,2 % — чорних або афроамериканців - 21,6 % — білих - 0,1 % — корінних американців |

До двох чи більше рас належало 0,3 %. Частка іспаномовних становила 0,8 % від усіх жителів.
За віковим діапазоном населення розподілялося таким чином: 28,0 % — особи молодші 18 років, 60,6 % — особи у віці 18—64 років, 11,4 % — особи у віці 65 років та старші. Медіана віку мешканця становила 32,3 року. На 100 осіб жіночої статі у місті припадало 94,5 чоловіків;  на 100 жінок у віці від 18 років та старших — 93,0 чоловіків також старших 18 років.
Середній дохід на одне домашнє господарство  становив 35 835 доларів США (медіана — 26 250), а середній дохід на одну сім'ю — 43 881 долар (медіана — 38 750). Медіана доходів становила 40 331 долар для чоловіків та 26 429 доларів для жінок. За межею бідності перебувало 38,1 % осіб, у тому числі 57,9 % дітей у віці до 18 років та 19,6 % осіб у віці 65 років та старших.
Цивільне працевлаштоване населення становило 319 осіб. Основні галузі зайнятості: освіта, охорона здоров'я та соціальна допомога — 36,1 %, мистецтво, розваги та відпочинок — 32,3 %, виробництво — 10,7 %, сільське господарство, лісництво, риболовля — 5,6 %.